# (38802) 2000 RW60
2000 RW60 (asteroide 38802) é um asteroide da cintura principal. Possui uma excentricidade de 0.18903360 e uma inclinação de 5.76678º.
Este asteroide foi descoberto no dia 6 de setembro de 2000 por LINEAR em Socorro.